# 제이창
제이창(2001년 3월 8일 ~ )은 미국의 가수로, 오디션 프로그램 보이즈 플래닛에서 최종 10위를 하였다.

## 음반

### EP
- 2023년 10월 17일 《Late Night》